# Joannie Dabugsiy
Joanni Dabugsii (angl angleško Joannie Dabugsiy ) (19. novermber 1989) je mikronezijska športnica, profesionalna košarkašica, igralka reprezentance zveznih držav Mikronezije in udeleženka Mikronezijskega košarkarskega pokala 2022. 
Leta 2012 je diplomirala iz programa Health Opportunities na College of Micronesia 

## Statistika nastopov za reprezentanco
V sklopu reprezentance Zveznih držav Mikronezije je kot ženska napadalka nastopila na Pokalu Mikronezije 2022. Omeniti velja, da je Mikronezijski pokal 2022 postal prvi uradni turnir za žensko ekipo Zveznih držav Mikronezije (prej je imela država samo moško ekipo). Dabugsii je na igrišču v povprečju preživela 11 minut in zabeležila 2 skoka, njena reprezentanca pa je zasedla četrto mesto, v tekmi za "bron" pa izgubila proti ekipi Palau. Kot del svoje ekipe je postala najstarejša igralka: ob začetku turnirja je bila Dabugsia stara 32 let, medtem ko je bila povprečna starost igralcev reprezentance FSHM 21.
Podatki so podani na dan 29. junij 2022.
| Datum          | Mesto    | Lastniki                       | Rezultat | Gosti                          | Dosežene točke | Turnir                 |
| 8. junij 2022  | Mangilao | Federativne države Mikronezije | 17-87    | Palau                          | -              | Pokal Mikronezije-2022 |
| 9. junij 2022  | Mangilao | Guam                           | 125-13   | Federativne države Mikronezije | -              | Pokal Mikronezije-2022 |
| -------------- | -------- | ------------------------------ | -------- | ------------------------------ | -------------- | ---------------------- |
| 10. junij 2022 | Mangilao | Federativne države Mikronezije | 28-110   | Severni Marianski otoki        | -              | Pokal Mikronezije-2022 |
| 11. junij 2022 | Mangilao | Palau                          | 79-35    | Federativne države Mikronezije | -              | Pokal Mikronezije-2022 |
| V splošnem     |          | tekme                          | 4        | Dosežene točke                 | -              |                        |